# Souvenir: The Ultimate Collection
Souvenir: The Ultimate Collection je box set Billyja Joela, ki je izšel leta 1989 in zajema skoraj vso njegovo glasbeno kariero. Set vsebuje pet diskov. Prvi disk je zbirka živih skladb, drugi, tretji in četrti diski pa vsi vsebujejo studijske skladbe (razen skladbi »Say Goodbye to Hollywood« in »She's Got a Way« z albuma Songs in the Attic). Skladbe na drugem in tretjem disku so vse skladbe z Joelovih albumov Greatest Hits. Četrti disk je album Storm Front iz leta 1989. Peti in zadnji disk pa je zbirka intervjujev in skladba »Souvenir« z albuma Streetlife Serenade, po kateri je set poimenovan.

## Seznam skladb
Vse skladbe je napisal Billy Joel, razen kjer je posebej napisano.

### Disk 1 (Yankee Stadium, New York)
| Št. | Naslov                                             | Dolžina |
| --- | -------------------------------------------------- | ------- |
| 1.  | „Shout‟ (O'Kelly Isley/Ronald Isley/Rudolph Isley) | 2:59    |
| 2.  | „Storm Front‟                                      | 5:28    |
| 3.  | „New York State of Mind‟                           | 6:16    |
| 4.  | „I Go to Extremes‟                                 | 4:46    |
| 5.  | „Piano Man‟                                        | 6:14    |

### Disk 2 (Greatest Hits Volume I)
| Št. | Naslov                              | Dolžina |
| --- | ----------------------------------- | ------- |
| 1.  | „Piano Man‟                         | 5:36    |
| 2.  | „Captain Jack‟                      | 7:15    |
| 3.  | „The Entertainer‟                   | 3:38    |
| 4.  | „Say Goodbye to Hollywood‟ (v živo) | 3:54    |
| 5.  | „New York State of Mind‟            | 6:02    |
| 6.  | „The Stranger‟                      | 5:07    |
| 7.  | „Scenes from an Italian Restaurant‟ | 7:33    |
| 8.  | „Just the Way You Are‟              | 3:36    |
| 9.  | „Movin' Out (Anthony's Song)‟       | 3:36    |
| 10. | „Only the Good Die Young‟           | 3:53    |
| 11. | „She's Always a Woman‟              | 3:17    |

### Disk 3 (Greatest Hits Volume II)
| Št. | Naslov                            | Dolžina |
| --- | --------------------------------- | ------- |
| 1.  | „My Life‟                         | 3:51    |
| 2.  | „Big Shot‟                        | 3:43    |
| 3.  | „Honesty‟                         | 3:51    |
| 4.  | „You May Be Right‟                | 4:09    |
| 5.  | „It's Still Rock and Roll to Me‟  | 2:54    |
| 6.  | „She's Got a Way‟ (v živo)        | 3:00    |
| 7.  | „Pressure‟                        | 3:15    |
| 8.  | „Allentown‟                       | 3:48    |
| 9.  | „Goodnight Saigon‟                | 7:00    |
| 10. | „Tell Her About It‟               | 3:35    |
| 11. | „Uptown Girl‟                     | 3:15    |
| 12. | „The Longest Time‟                | 3:36    |
| 13. | „You're Only Human (Second Wind)‟ | 4:48    |
| 14. | „The Night Is Still Young‟        | 5:28    |

### Disk 4 (Storm Front)
| Št. | Naslov                     | Dolžina |
| --- | -------------------------- | ------- |
| 1.  | „That's Not Her Style‟     | 5:10    |
| 2.  | „We Didn't Start the Fire‟ | 4:50    |
| 3.  | „The Downeaster Alexa‟     | 3:44    |
| 4.  | „I Go to Extremes‟         | 4:23    |
| 5.  | „Shameless‟                | 4:26    |
| 6.  | „Storm Front‟              | 5:17    |
| 7.  | „Leningrad‟                | 4:06    |
| 8.  | „State of Grace‟           | 4:30    |
| 9.  | „When in Rome‟             | 4:44    |
| 10. | „And So It Goes‟           | 3:38    |

### Disk 5
| Št. | Naslov                   | Dolžina |
| --- | ------------------------ | ------- |
| 1.  | „Introduction‟           | 1:15    |
| 2.  | „Billy Joel Interview 1‟ | 19:23   |
| 3.  | „Billy Joel Interview 2‟ | 18:40   |
| 4.  | „Billy Joel Interview 3‟ | 9:07    |
| 5.  | „Souvenir‟               | 2:00    |